# 中村砦
中村砦（なかむらとりで、英語: Fort Nakamura）は、静岡県掛川市中（なか）（遠江国城東郡下方村）にあった日本の城。別名中村城山砦（なかむらしろやまとりで、英語: Fort Nakamurashiroyama）。現在は城跡が残る。高天神城を包囲するために築かれた「高天神六砦」の一つである。

## 概要

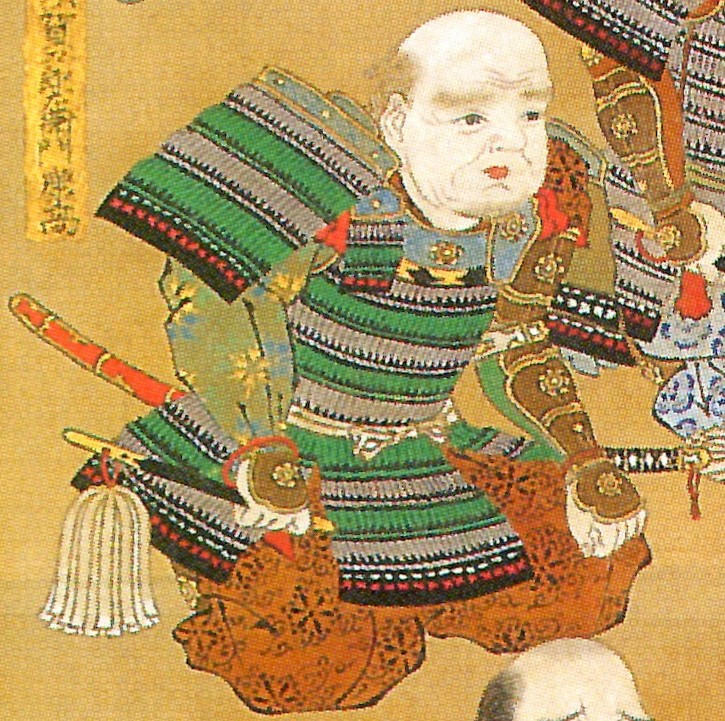
中村砦を統轄した大須賀康高（伝狩野永納筆『德川二十將図』）

遠江国城東郡の下方村に立地する。高天神城より東南に3キロメートルほど離れており、海抜30メートルほどの台地に位置している。戦国時代の頃は、この砦の北には雑賀館や帝釈山砦などが置かれており、南には入り組んだ入江が広がっていた。そのため、下方村など附近一帯は、海運による兵糧や弾薬の運搬が盛んであった。
1579年（天正7年10月）、武田勝頼方の高天神城を攻略するために、徳川家康により中村砦が築城された。築城にあたっては、堀を造るとともに、土居を築いたうえで塀を設けたとされる。なお、家康の家臣である松平家忠が記した『家忠日記』には、1580年（天正8年3月）の項に「大坂堀取出普請候」との記述があり、さらに続いて3月28日に「中村普請出来候」との記述がみられることから、少なくともこの時点で中村砦は既に築城されていたと考えられる。
この中村砦は、小笠山砦、能ヶ坂砦、火ヶ峰砦、獅子ヶ鼻砦、三井山砦とともに「高天神六砦」と称された。築城後は、徳川家康に任じられた大須賀康高がこの砦を管轄し、高天神城への兵糧や弾薬の補給を遮断した。その結果、高天神城の将兵は飢えに苦しみ、城に立てこもる岡部元信らは苦境に陥った。第二次高天神城の戦いにより高天神城が落城すると、役割を終えたこの砦も廃止されることになった。
その後、中村砦跡の附近一帯は地形が大きく変わり、南に広がっていた入江は失われ陸地となった。さらに、周辺の宅地化が進行しているものの、砦の遺構はある程度残存しており、その往時を偲ばせている。2017年（平成29年）には、掛川市、中地区まちづくり協議会、中村砦城山保全会の三者による管理協定が締結され、中村砦跡の整備、保存が本格化した。この協定に基づき、中地区まちづくり協議会と中村砦城山保全会が砦跡の整備や管理を担い、掛川市が砦跡の遺跡調査や広報を担っている。

## 名称
この砦は、立地していた下方村など附近一帯が「中」と呼ばれている村落であったことから、「中村砦」と呼ばれるようになった。